# آب آوردن زانو
مفصل زانو در حالت عادی کمتر از یک انس از نوعی مایع لیز و روان‌کننده در خود دارد. وارد شدن آسیب به زانو و التهاب آن موجب تجمع مقدار بیشتری از این مایع در زانو می‌شود. زمانی که این حالت اتفاق بیافتد مفصل زانو متورم و معمولاً دردناک می‌شود که در این حالت اصطلاحاً آب آوردن زانو یا افیوژن (افوژن، effusion) زانو رخ می‌دهد. همچنین ممکن است شخص در خم کردن کامل زانوی خود مشکل داشته باشد.
آب آوردن زانو زانو هنگامی رخ می‌دهد که مایع زلاله‌ای (سینوویال) بیش از حد در مفصل زانو تجمع یابد. این بیماری علل شایع بسیاری دارد، از جمله التهاب مفصل، آسیب رباط‌ها یا منیسک، یا تجمع مایع در بورس (کیسه)، شرایطی که به عنوان بورسیت جلوکشککی شناخته می‌شود.

## علائم و نشانه‌ها
علائم و نشانه‌های آب روی زانو بستگی به علت ایجاد بیش از حد مایع زلاله‌ای در مفصل زانو دارد، که می‌تواند شامل هر یک موارد زیر باشد:

### درد
استئوآرتریت: درد زانو معمولاً زمانی که مفصل متحمل وزن است، بروز میابد بنابراین اغلب با استراحت بهتر می‌شود؛ برخی از بیماران از درد شدید رنج می‌برند، بعضی هم احساس ناراحتی زیادی نمی‌کنند. حتی اگر یک زانو بسیار بزرگتر از دیگری باشد، ممکنست درد وجود نداشته باشد.

### ورم
یک زانو ممکن است بزرگتر از دیگری باشد. مشاهده ورم در اطراف قسمت‌های استخوانی زانو زمانی بهتر مشخص می‌شود که با زانوی طرف مقابل مقایسه شود.

### سفتی، سختی
هنگامی که مفصل زانو حاوی مایع بیش از حد باشد، ممکن است هنگام خم و راست کردن با درد یا سختی همراه باشد. همچنین ممکن است هنگام صاف کردن زانو مایع در زیر زانو مشخص شود. سرما (یخ گذاری) می‌تواند به کاهش تورم کمک کند. گرما می‌تواند به آرام کردن ماهیچه‌های زانو کمک کند.

### کبودی
اگر فردی به زانوی خود آسیب بزند، ممکن است کبودی در جلو، طرفین یا پشت زانو پیدا کند. گاهی تحمل وزن در مفصل زانو غیرممکن و درد غیرقابل تحمل می‌شود. کبودی ممکن است به صورت ضایعه آبی‌رنگ دیده شود.

## علل
علل تورم می‌تواند شامل آرتریت، آسیب به رباط زانو و بیماری زمینه‌ای باشد. نوع مایع که در اطراف زانو جمع می‌شود بستگی به بیماری اصلی، وضعیت یا نوع آسیب‌های ایجاد شده دارد. تورم می‌تواند در اغلب موارد به راحتی درمان شود.
بیماری‌های زمینه‌ای نیز ممکن است علت باشند شامل:
- استئوآرتریت زانو
- آرتریت روماتوئید
- عفونت
- نقرس
- نقرس کاذب
- التهاب بورسای جلوکشککی (بورسیت کاسه زانو)
- کیست‌ها
- تومورها
- آسیب فشار تکراری

سابقه استئوآرتریت یا انجام ورزش‌های سنگین که شامل حرکت سریع زانو باشد - مثل فوتبال یا تنیس - به این معنی است که فرد بیشتر در معرض افیوژن مفصل زانو قراردارد.
در افراد دارای اضافه وزن یا چاق، زانو ناچار از تحمل وزن بیشتری است. این باعث می‌شود که سایش بیشتری در مفصل ایجاد شود.

## تشخیص

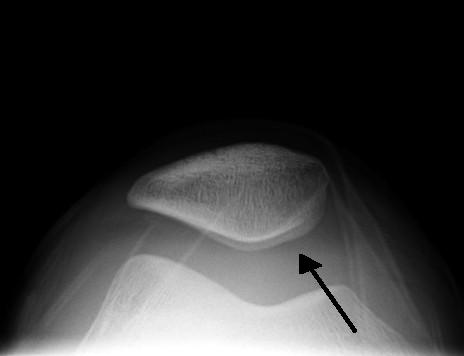
نمایی از کشکک، یک افیوژن قابل توجه که با فلش نشان داده شده

آزمایش‌های تشخیصی شامل:

### کشیدن مایع (آسپیریشن) مفصل
همچنین به عنوان آرتروسنتز (Arthrocentesis) شناخته شده‌است، این روش شامل خروج مایع از داخل زانو برای آنالیز است، بررسی‌هایی از قبیل شمارش سلول، کشت باکتری‌ها، کریستال‌ها مانند اسید اوریک یا کریستال‌های کلسیم پیروفسفات دی‌هیدرات در نقرس یا pseudogout.

### تصویربرداری
یک گرافی اشعه ایکس در مواردی که سابقه تروما وجود دارد برای بررسی دررفتگی یا شکستگی مفید است. گرافی ممکن است علائم استئوآرتریت را نشان دهد.

### MRI
تصویربرداری رزونانس مغناطیسی ناهنجاری‌های استخوان یا مفصل زانو را تشخیص می‌دهد، مانند پارگی در رباط‌ها، تاندون‌ها یا غضروف.

### آزمایش خون
اگر زانو در مقایسه با زانوی دیگر متورم و قرمز و گرم و بزرگتر به لمس باشد، پزشک ممکن است از التهاب ناشی از آرتریت روماتوئید یا آرتریت کریستالی مانند نقرس یا نقرس کاذب (pseudogout) یا عفونت مفصلی نگران باشد. علاوه بر ارسال مایع مفصلی به یک آزمایشگاه برای تجزیه و تحلیل، آزمایش خون ممکن است برای تعیین تعداد گلبولهای سفید، میزان رسوب ادرار، و شاید سطح پروتئین واکنش پذیر C یا اسید اوریک مورد نیاز باشد. اگر آزمایش خون نشان دهنده تشکیل آنتی‌بادی‌های بیماری لیم باشد، این وضعیت ممکن است به آن وابسته باشد.

## درمان
درمان مایع در زانو بستگی به علت اصلی تورم دارد. اقدامات عمومی مانند استراحت، یخ و ضد درد، مانند استامینوفن (پاراستامول) و NSAIDS اغلب توصیه می‌شود. همچنین چی تریپسین، تریپسین و دیکلوفناک توصیه می‌شود.